# 안동 대사동 모전석탑
안동 대사동 모전석탑(安東 大寺洞 模塼石塔)은 경상북도 안동시 길안면 대사리에 있는 모전석탑이다. 1985년 8월 5일 경상북도의 문화재자료 제70호로 지정되었다.

## 개요
대사리 마을의 이름없는 절터에서 발견된 탑으로, 돌을 벽돌 모양으로 다듬어 쌓은 모전석탑이다.
자연석인 바닥돌 위에 기단(基壇)과 탑신(塔身)을 쌓아 올린 형식이며, 탑신의 1층 이상은 무너져 내려 정확한 탑의 규모를 알 수 없다. 건립연대는 알 수 없으나 탑의 양식으로 보아 통일신라시대의 것으로 추정된다.

## 참고 자료
- 안동대사동모전석탑 - 국가유산청 국가유산포털